# Marco Antonio Yon Sosa
Marco Antonio Yon Sosa, genannt El Chino (Der Chinese) (* ca. 1940 in Guatemala (keine näheren Angaben bekannt); † 18. Mai 1970 im Grenzgebiet Mexiko und Guatemala) war ein guatemaltekischer Berufsoffizier und Guerillaführer. Er war von 1962 bis 1970 Führer der linken Guerillagruppierung Movimiento Guerrillero Alejandro de León, die vermutlich bereits 1963 in Movimiento Revolucionario 13 de Noviembre (MR-13) umbenannt wurde. Zu seinen politischen Vorbildern gehörte ursprünglich der ehemalige Präsident Oberst Jacobo Árbenz Guzmán, der 1954 durch die CIA in der Operation PBSUCCESS gestürzt worden war. Mitte der 1960er Jahre galt Yon neben Luis Augusto Turcios Lima (1941–1966) als einer der einflussreichsten Guerillaführer Lateinamerikas. Er fiel nach offiziellen mexikanischen Angaben bei einem Grenzübertritt in einem Gefecht mit der mexikanischen Armee bzw. Grenzpolizei am 18. Mai 1970.

## Herkunft und Ausbildung. Der Militärputsch vom 13. November 1960
Yon war der Sohn eines chinesischen Händlers und einer Guatemaltekin. Über seine Jugend und Schulzeit ist bislang nichts bekannt. Er trat offenbar um 1958 in die guatemaltekische Armee (Ejército de Guatemala) ein und erhielt eine Ausbildung als Ranger in der Escuela de las Americas/School of the Americas in Fort Gulick in der Panamakanalzone.
Am 13. November 1960 putschte eine militärische Geheimorganisation, die Compañia del Niño Jesús (Jesuskind-Gesellschaft), gegen die Regierung des Präsidenten, General Miguel Ydígoras Fuentes, mit dem Ziel, durch die Beseitigung der Regierung die US-amerikanische Unterstützung von exilkubanischen Gruppen, die mit Hilfe der CIA in Guatemala ausgebildet wurden und sich auf die Operation Mongoose vorbereiteten, zu unterbinden. Ihre Basis war Retalhuleo, wo sich auch ein Flugplatz für die geplante Invasion in der Schweinebucht befand. Die Putschisten sahen in der Duldung dieser Aktivitäten einen Verrat sowohl nationaler als auch lateinamerikanischer Interessen. Angeblich waren an den Putschplanungen bis zu 120 Offiziere beteiligt, doch hatte offenbar der militärische Geheimdienst G-2 zumindest teilweise Kenntnis von dem Putsch erhalten, woraufhin nur noch gut 45 der ursprünglich involvierten Rebellen an dem Unternehmen teilnahmen. Es wurde angeführt von Hauptmann Arturo Chur del Cid in der Festung Matamoros, Oberst Rafael Sesam Pereira in Zacapa und Oberst Eduardo Llerena Müller in Puerto Barrios.
Der Putsch wurde nach drei Tagen durch den Landwirtschaftsminister, Oberst Enrique Peralta Azurdia, mit Hilfe von Panzern und der Luftwaffe niedergeschlagen. Obwohl US-Präsident Dwight Eisenhower bereits auf Ydígoras Anforderung einen Flugzeugträger in Richtung Guatemala gesandt hatte, brauchte dieser nicht mehr einzugreifen.
An dem Unternehmen, das außer dem Ziel, die Unterstützung der exilkubanischen Gruppen zu beenden, keine weiteren politischen Forderungen verfolgte, waren neben dem subteniente (Leutnant) Yon auch die Leutnants Luís Augusto Turcios Lima und Alejandro de León Aragón beteiligt, die eine Ranger-Ausbildung in Fort Benning, Georgia, absolviert hatten. Wie zahlreiche Mitbeteiligte flüchteten sie nach dem Ende des Putsches nach El Salvador und Honduras. Ydígoras verkündete bald darauf eine Amnestie, die von den meisten Putschisten angenommen wurde, jedoch nicht von Yon, Turcios und León.

## Die Gründung der MR-13
Offenbar im Frühjahr 1961 kehrten Yon, Turcios und León nach Guatemala zurück und nahmen Kontakt zur Kommunistischen Partei Guatemalas, der Partido Guatemalteco de Trabajo (PGT), auf. Diese verfügte jedoch lediglich in der Hauptstadt, Guatemala-Stadt, über einen gewissen Anhang in der Arbeiterschaft und Intellektuellenzirkeln; bei der breiten Masse der Landbevölkerung besaß sie keinerlei Einfluss. Zu diesem Zeitpunkt sahen die Ex-Offiziere in der PGT aber offenbar lediglich eine zivile Unterstützung ihres ursprünglichen Ziels, durch eine Militärerhebung die Regierung Ydígoras zu stürzen.
Eine Radikalisierung Yons und Turcios trat ein, nachdem León bei einem dieser Sondierungstreffen von der Polizei verhaftet und in der Haft ermordet worden war. Die von Yon und Turcios gegründete Guerillabewegung trug daher ursprünglich auch seinen Namen (Movimiento Guerrillero Alejandro de León), wurde jedoch bereits 1962 oder 1963 in Movimiento Revolucionario 13 de Noviembre (MR-13) umbenannt, wobei der Name an den Putsch vom 13. November 1960 erinnern sollte.
Offenbar ab 1963 orientierten sich Yon und Turcios an einem castristischen Konzept und der Fokus-Theorie Che Guevaras. Die Bedingungen für eine zweite Revolution in Lateinamerika nach kubanischem Muster schienen in Guatemala auch nach Beobachtungen ausländischer Analysten so gut gegeben wie in keinem anderen Land Zentral- und Südamerikas: Extreme Armut und wirtschaftliche Rückständigkeit, ungleiche Bildungschancen und eine Militärdiktatur. Dabei wurde jedoch übersehen, dass die breite Masse vor allem der indigenen Landbevölkerung faktisch jeden politischen Kontakt zur mestizischen Mittel- und Oberschicht gleich welcher politischer Ausrichtung ablehnte.

## Die Gründung derFuerzas Armadas Rebeldes(FAR)
Am 6. Februar 1962 nahm die MR-13 unter Yons Führung in drei Abteilungen im Nordosten Guatemalas den Guerillakampf in den Regionen Zacapa, El Progreso und Izabal auf; sein Stellvertreter war Turcios. Die Anzahl der Guerilleros konnte auch seinerzeit nur geschätzt werden. Lamberg vermutet, dass in der MR-13 nie mehr als 60 Kombattanten gleichzeitig operierten. Die erste Kampfphase dauerte offenbar nur wenige Wochen, dann kehrte die Guerilla, u. a. dezimiert durch Desertionen, in die Hauptstadt zurück und beteiligte sich an studentischen Protesten. Yons strategisches Ziel hatte offenbar darin bestanden, sympathisierende Kreise des Militärs zu einem erneuten Putsch zu bewegen und die Regierung zu Fall zu bringen. Die studentischen Unruhen, an denen auch die PGT beteiligt war, bildeten den Kern für eine Neuauflage der Guerilla, die sich nun aber von vornherein durch Spaltungstendenzen auszeichnen sollte, vor allem zwischen einem orthodox-marxistischen Flügel unter Turcios und einem trotzkistischen unter Yon.
Schon im März 1962 hatten sich drei Guerillagruppen gebildet: Der Movimiento Revolucionario 20 de Octubre (MR-20) der PGT unter Führung von Oberst Paz Tejada, der Movimiento Revolucionario 12 de Octubre der studentischen Gruppierung AEU und die Reste der MR-13. Die beiden erstgenannten Gruppen wurden bereits im März von der Armee aufgerieben. Lamberg vermutet, dass die Beteiligung der PGT an der Guerilla immer nur taktischer Natur war, um im Fall eines Sturzes von Ydígoras in einer Regierungsjunta Vertreter einer eigenen Guerilla entsenden zu können.
Von September bis Dezember 1962 hielt sich Yon nach eigenen Angaben – ein weiterer Beleg dafür ist bislang nicht bekannt – mit einer MR-13-Delegation in Havanna auf. Ob dies zutrifft oder nicht ist insofern irrelevant, als dass aus den Resten der drei Bewegungen nun die Fuerzas Armadas Rebeldes (FAR) gegründet wurden, die in drei Zonen operierte:
- Zone 1 (Frente Alaric Bennett) in der Region Izabal unter Yon selbst,
- Zone 2 (Frente de la Granadilla) in der Region Zacapa-Chicimula unter den ehemaligen Offizieren Luis Trejo Esquivel und Bernal Hernández,
- Zone 3 (Frente Guerrillero Edgar Ibarra, FGEI) südwestlich vom Izabal-See unter Turcios.
Offenbar wurden die Operationen gegen Armee und Polizei erst Ende des Jahres 1963 aufgenommen. Inzwischen hatte sich jedoch die innenpolitische Lage verschärft, da eine rechtsextreme Offiziersgruppe um Oberst Enrique Peralta Azurdia Ydígoras im März 1963 gestürzt hatte.

## Die Spaltung der FAR
Soweit bekannt, setzte Ende 1963 eine Spaltung der FAR in zwei Tendenzen ein, eine mehr oder weniger orthodox-marxistische um Turcios und die PGT und eine trotzkistische unter Yon. Eine Schlüsselrolle scheint dabei der ehemalige PGT-Funktionär Carlos Manuel Pellecer gespielt zu haben, der einen Kontakt mexikanischer Trotzkisten zu Yon herstellte.
Während Turcios und die PGT eine sogenannte nationaldemokratische Lösung bevorzugten, bei der zuerst die Herrschaft einer progressiven Bourgeoisie angestrebt wurde und die Guerilla einen rein politischen Zweck erfüllte, propagierten Yon und seine mexikanischen Berater eine sozialistische Revolution, deren Träger die Bauern und nicht die Guerilla sein sollten.
Die Spaltung war Anfang 1965 abgeschlossen. Ab diesem Zeitpunkt operierte Yons nun in MR-13, Frente Guerrillero Alejandro de León umbenannte Gruppe unabhängig von der FAR. Sein Stellvertreter, der ehemalige Oberstleutnant Augusto Vicen Loarca, kam bereits im Juli 1965 unter nicht näher bekannten Umständen ums Leben. Das wichtigste Ergebnis der Spaltung war eine allgemeine Schwächung der Guerilla in Guatemala.
Die Taktik der neuen MR-13 bestand hauptsächlich aus terroristischen Aktionen in der Hauptstadt, während die ländlichen Gebiete offenbar als Rückzugsraum benutzt wurden. Tatsächlich gelang es der MR-13 nicht ansatzweise, die bäuerliche Bevölkerung für einen Kampf gegen die Regierung zu mobilisieren. Ihre Aktivitäten beschränkten sich daher von 1965 bis 1967/68 auf zum Teil spektakuläre Überfälle in der Hauptstadt, bei denen bis Ende 1967 gut 200.000 Quetzales (der Quetzal entsprach seinerzeit einem US-Dollar) erbeutet worden sein sollen. Die trotzkistische Tendenz der MR-13 als Ursache für die Spaltung der guatemaltekischen Guerilla wurde von Fidel Castro auf der Conferencia Tricontinental in Havanna im Januar 1966 nach Lamberg „ausführlich und in streng orthodoxer Stilistik“ kritisiert. Im April wurden die Trotzkisten aus der MR-13 ausgeschlossen, allerdings nicht aus ideologischen Gründen. Sie hatten erbeutete Gelder unterschlagen und ihrer Organisation in Mexiko zur Verfügung gestellt.
Ein wesentlicher Grund für das Ende der MR-13 und der FAR war das Ausschlagen eines Amnestieangebots durch die neue bürgerliche Regierung von Präsident Julio César Méndez Montenegro. Die guatemaltekische Armee, inzwischen durch US-amerikanische Special Forces (Green Berets) ausgebildet und teilweise direkt unterstützt, führten Anti-Guerilla-Operationen durch, die mit so genannten acciones cívico-militares gekoppelt waren, die der Verbesserung der ländlichen Infrastruktur dienen sollten, um die Landbevölkerung für die Regierung zu gewinnen oder zumindest zu neutralisieren. In zwei Offensiven im Oktober 1966 und im Februar 1967 wurde die ländliche Guerilla von den Regierungstruppen praktisch zerschlagen. Sie scheint zu keinem Zeitpunkt mehr als 600 aktive Mitglieder gehabt zu haben.
Durch den Rückzug von MR-13 und FAR in die Hauptstadt verschärfte sich die innenpolitische Auseinandersetzung. Neben Armee und Polizei wurden rechte Todesschwadronen tätig wie der MANO (Movimiento de Acción Nacionalista Organizado, der Polizei zugeordnet), die NOA (Nueva Organización Anticomunista, der Armee zugeordnet), die ASA (Asociación Anticomunista), die OES (Organización del Ejército Secreta) und der CADEG (Consejo Anticomunista de Guatemala). Sie dehnten den sogenannten weißen Terror auch auf liberale und linke bürgerliche Politiker aus; auch  ermordeten sie im Januar 1968 die ehemalige Schönheitskönigin Guatemalas, Rogelia Cruz, die mit der Guerilla sympathisiert hatte. Bereits 1966 war eine Nichte Yons, Kris Yon Cerna, von der Armee, der Polizei oder einer Todesschwadron ermordet worden.

## Das Ende
Yons Aufenthalt in den Jahren 1968 bis 1970 ist unbekannt. Nach Lamberg tauchte er nach einer erneuten Großoffensive des Militärs während des Ausnahmezustands von September bis November 1968 unter. Spätestens zu diesem Zeitpunkt scheint sich auch die MR-13 aufgelöst zu haben oder bestand nur noch nominell weiter. Durch mexikanische Presseberichte vom Mai 1970 wurde bekannt, dass Yon bei einem Feuergefecht am 18. Mai an der mexikanischen Grenze zu Guatemala umgekommen war. Diese Version erschien schon Lamberg 1972 zweifelhaft:
Yon Sosa schien mit seiner Gruppe schon seit längerer Zeit in Mexiko Zuflucht genommen zu haben. Wieso er in ein Gefecht mit mexikanischen Truppen verwickelt wurde, anstatt sich ihnen gegebenenfalls zu ergeben, ist nicht klargeworden.
In seiner 1998 veröffentlichten Autobiographie schildert Julio César Macías alias César Montes, der nach dem Tod Turcios 1966 sein Nachfolger in der FAR war, eine abweichende Version von Yons Tod. Danach wurde Yon beim Grenzübertritt nach Mexiko in der Nähe von Ixcán von einem Fidel Raxacoj Xitumul alias Socorro Sical und einem Enrique Cahueque begleitet. Sie wurden angeblich von einem Bauern denunziert, der sich eine Belohnung verdienen wollte, von einer Einheit der mexikanischen Armee unter einem General Casillas festgenommen und von einem Hauptmann Varquera durchsucht und verhört, wobei Yon um politisches Asyl gebeten habe. Bei der Durchsuchung von Yon fanden die Mexikaner 50.000 $ und ermordeten Yon und seine Begleiter sowie den Denunzianten als Zeugen, um das Geld an sich zu nehmen. Casillas arrangierte ein Schein-Gefecht, um Spuren zu verwischen. Ein Militärarzt habe jedoch an den Leichnamen keine Spuren einer Gefechtshandlung, wie Abschürfungen oder eine verschmutzte Kleidung feststellen können. Die Leichen seien nach Tuxtla Gutiérrez verbracht und in einem anonymen Grab beigesetzt worden.